# Tunnelname

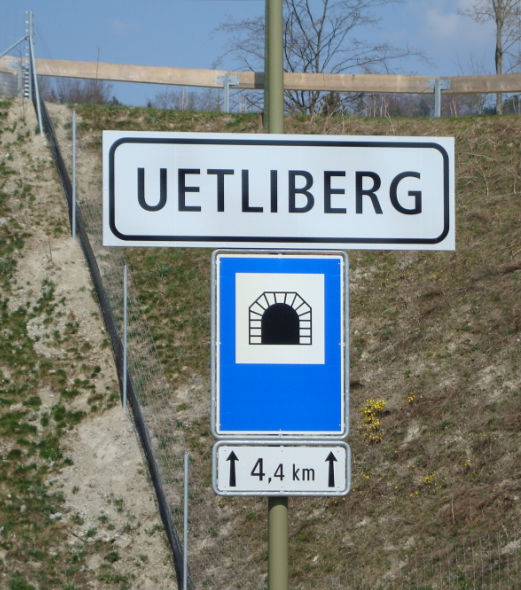
Tunnelschild am Portal des Uetlibergtunnels

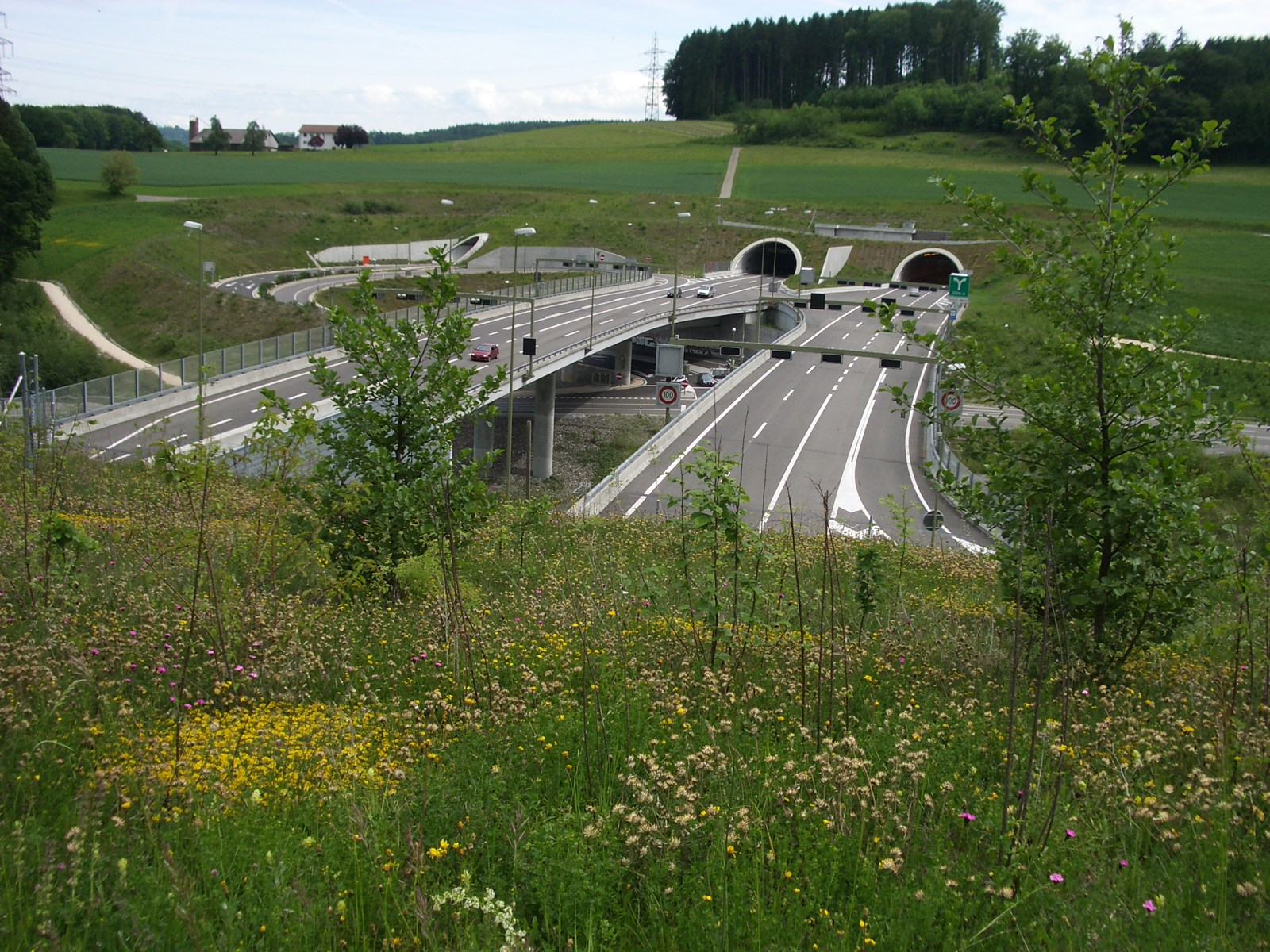
Lunnerentalbrücke und Aeschertunnel bei Birmensdorf

Tunnelnamen sind Eigennamen bestimmter Tunnel als Kunstbauwerke und gehören wie z. B. Straßen- und Brückennamen zu den Bauwerksnamen wie auch zu den Namen von Verkehrswegen. Im Gegensatz zu Straßen, werden nicht alle Tunnelbauwerke mit einem offiziellen Namen benannt, sondern nur bedeutende Straßen- und Eisenbahntunnel wie z. B. der Gotthardtunnel. Vor allem die meisten Autobahntunnel tragen einen Namen. Unbedeutende Tunnel wie z. B. kleinere Straßen- und Eisenbahntunnel bleiben in der Regel unbenannt.

## Namensformen und Benennungsmotive
Tunnelnamen bestehen meist aus einer Wortkombination aus einem Bestimmungswort und dem Grundwort Tunnel. Als Bestimmungswort werden vielfach Bergnamen, Flurnamen sowie auch Siedlungsnamen verwendet.
Beispiele von Tunnel entlang Teilstück Westumfahrung Zürich der Autobahn A3 (Schweiz):
| Tunnelname       | Bestimmungsname | Namensart     | Lage |
| ---------------- | --------------- | ------------- | ---- |
| Uetlibergtunnel  | Uetliberg       | Bergname      |      |
| Aeschertunnel    | Aesch           | Siedlungsname |      |
| Hafnerbergtunnel | Hafnerberg      | Siedlungsname |      |
| Eggraintunnel    | Eggrain         | Flurname      |      |
| Honerettunnel    | Honeret         | Hügelname     |      |

## Kartierung
Bedeutende Tunnelnamen werden häufig in Karten und Plänen kartiert. Im Gegensatz zu Brückennamen besteht dazu je nach Maßstab genügend Platz dazu.

## Beschilderung
Bedeutende Straßentunnel werden beschildert, meist zusammen mit Angabe der Länge des Tunnels.